# Jakovljev Jak-140
Jakovljev Jak-140 je bil lahki enomotorni nadzvočni lovec, ki so ga razvili v Sovjetski zvezi v 1950ih. Letalo so dokončali leta 1954, vendar ga ni niso testirali. Leta 1956 so program preklicali.
Jak-140 je bil razvit okoli turboreaktivnega motorja Mikulin AM-11 (Tumanski R-11). Motor je imel suh potisk 40 kN (9.000 lbf), z dodatnim zgorevanjem pa 50 kN (11.000 lbf). Jak-140 naj bi dosegel hitrost okrog 1650– 1750 km/h, dolet bi bil okrog 1800 km. Teža polno naloženega letala naj bi bila 4850 kg.

## Specifikacije (okvirne)
Podatki iz Gordon et al., OKB Yakovlev: A History of the Design Bureau and its Aircraft
Splošne značilnosti
- Posadka: 1
- Dolžina: 13,34 m (43 ft 9 in)
- Razpon kril: 7,395 m (24 ft 3 in)
- Površina kril: 19 m2 (200 sq ft)
- Teža praznega letala: 3.315 kg (7.308 lb)
- Maks. vzletna teža: 4.850 kg (10.692 lb)
- Pogon letala: 1 × Mikulin AM-9D turboreaktivni motor z dodatnim zgorevanjem, 26 kN (5.800 lbf) potisk motorjev suh potisk, 32,5 kN (7.300 lbf) z dodatnim zgorevanjem

Zmogljivost
- Maks. hitrost: 1.275 km/h (792 mph; 688 kn) na nivoju morja
- Doseg: 1.900 km (1.181 mi; 1.026 nmi)
- Višina leta: 18.000 m (59.055 ft)
- Čas do 10 višine 10 km: 2,1 minut

Oborožitev

- Strelno orožje: 2 x 23 mm (0,91 in) Nudelman-Rikhter NR-23 topova